# كاوري ميزوهاشي
كاوري ميزوهاشي (水橋かおり ميزوهاشي كاوري) هي مؤدية أصوات يابانية ولدت في 28 أغسطس 1974 في سابورو.

## أدوارها في الأنمي

### مسلسلات أنمي تلفزيونية
- ميغامان محارب النت - مايلو
- سكرابد برنسس - زيفيريس
- أي يوري أوشي - تايكو مينازوكي
- أي يوري أوشي〜إنيشي〜 - تايكو مينازوكي
- هلسينغ - السير إنتيغرا فيربروك وينغيتس هلسينغ (أيام الطفولة)
- إينوياشا - شيوري
- الفتاة الساحرة مادوكا ماجيكا - مامي توموي، تاتسيا كانامي
- الغبي والإختبار والوحش المستدعى - مينامي شيمادا
- فانتوم: ريكوييم فور ذا فانتوم - ساناي كوبوتا
- كاراكوري كيدن هيو سنكي - ماتشي
- الرومانسية الفيكتورية إيما - فيفيان جونز
- كاليدو ستار - روزيتا باسيل
- تو لاف-رو - أيا فوجيساكي
- كوينز بليد: المحاربة المتجولة - إيلينا
- كوينز بليد: وريثة العرش - إيلينا
- كيدي غريد - ميركردي
- غنشيكن 2 - تشيكا أوغيوي
- سلسلة مونوغاتاري الموسم الثاني - أوغي أوشينو
- أواريمونوغاتاري - أوغي اوشينو
- عشيقة (مؤقتة) - كينوكو هيميجيما
- فورتن آرتيريال - كايا سيندو

### أوفا أنمي
- كوينز بليد: المحاربات الجميلات - إيلينا

### أفلام أنمي
- الفتاة الساحرة مادوكا ماجيكا: حكاية البداية - مامي توموي
- الفتاة الساحرة مادوكا ماجيكا: حكاية الأبدية - مامي توموي

## أدوارها في ألعاب الفيديو
- تيلز أوف ليجنديا - نورما بيتي
- تيلز أوف ذا وورلد: ريف يونايتيا - نورما بيتي
- مغامرة جوجو الغريبة: آيز أوف هيفن - أيا تسوجي
- عشيقة (مؤقتة) - كينوكو هيميجيما

## وصلات خارجية
- كاوري ميزوهاشي على موقع IMDb (الإنجليزية)
- كاوري ميزوهاشي على موقع ميوزك برينز (الإنجليزية)
- كاوري ميزوهاشي على موقع قاعدة بيانات الفيلم (الإنجليزية)
- كاوري ميزوهاشي على موقع ANN person (الإنجليزية)